# Wiktorija Kowalczuk
Wiktorija Wołodymyriwna Kowalczuk (ukr. Вікторія Володимирівна Ковальчук; ur. 26 stycznia 1954 w Kowlu, zm. 4 kwietnia 2021 we Lwowie) – ukraińska malarka, ilustratorka i pisarka polskiego pochodzenia. Mieszkała i pracowała we Lwowie.

## Życiorys
Córka urzędnika i lekarki, wychowana w wielokulturowym środowisku Lwowa. Już od dzieciństwa uczęszczała do kółek sztuki, uczestniczyła w rozmaitych konkursach, wystawach. W latach 1972–1978 studiowała w Poligraficznym Instytucie im. Jana Tedorowicza. Po ukończeniu studiów była kierowniczką Wydziału projektowania i ilustrowania książek Poligraficznego Instytutu, kierowniczką Wydziału ilustrowania wydawnictwa „Wyższa Szkoła”, redaktorem artystycznym państwowego wydawnictwa „Kamieniarz”, starszą wykładowcą Ukraińskiej Akademii Dyzajnu. Przez większość życia była jednak niezależną artystką, ilustratorem i redaktorem artystycznym książek publikowanych na Ukrainie, w Kanadzie, Wielkiej Brytanii, Rosji, Mołdawii itp. Od 1995 należała do Związku Lwowskich Artystów Plastyków.
Zmarła na COVID-19.

## Twórczość
Twórczość autorki obejmuje zarówno malarstwao, rysunek, jak i kolaż oraz fotografię. W niektórych pracach artystki widoczny jest wpływ lwowskiej szkoły graficznej drugiej połowy XX wieku, między innym Włodzimierza Pinigina, Aleksandra Aksinina. Niektóre prace Kowalczuk znajdują się w Muzeum Sztuki im. Kuindży’ego w Mariupolu.
Zilustrowała ponad 200 książek, wśród nich 40 książek dla dzieci. Jej praca była uhonorowana licznymi nagrodami w konkursach książki. Do prac Wiktorii Kowalczuk należą:
- Strój ludowy – rezultat czteroletniej artystyczną-badawczej pracy malarki, wydany w 2001. Obejmuje historię odzieży na terenie współczesnego państwa ukraińskiego oraz odrębne cechy wszystkich etnograficznych regionów tego obszaru. Strój ludowy został uznany za najlepszą książką roku 2001 na Ukrainie.
- Abecadło – podręcznik dla pierwszej klasy, wydany w 2000 nakładem 200  tys. egzemplarzy. Koncepcja Abecadła również była stworzona przez malarkę. Podręcznik uznano za najlepszą książkę roku 2000 na Ukrainie.
- Myrolka – opowiadanie, które dało jej zwycięstwo we lwowskim obwodowym konkursie literatury dziecięcej w 1968[2].

W 1999 Telewizja Lwowska zrealizowała film Poetycki teatr Wiktorii Kowalczuk, w reżyserii Teodora Bondarenko.
W 2022 miasto Kowel upamiętniło ją poprzez nazwanie ulicy jej imieniem i nazwiskiem. 